# Lista över insjöar i Sverige med namn som slutar på -jämnaren
Lista över insjöar i Sverige med artikel på Wikipedia som slutar på -jämnaren:
Efterledet jämnaren anses betyda "den jämna sjön, det vill säga en sjö som är utan öar och uddar. Motsvarande betydelse har sjönamnen Flaten och Slätten (se: Stora Slätten och Lilla Slätten i västra Småland).
- Bondjämnaren, sjö i Rättviks kommun och Dalarna 61°24′42″N 15°10′04″Ö / 61.41163°N 15.16788°Ö
- Långjämnaren, sjö i Rättviks kommun och Dalarna 61°26′14″N 15°09′25″Ö / 61.43716°N 15.15687°Ö
- Skärjämnaren, sjö i Rättviks kommun och Dalarna 61°23′51″N 15°09′36″Ö / 61.39759°N 15.15993°Ö
- Svartjämnaren, sjö i Rättviks kommun och Dalarna 61°25′18″N 15°09′56″Ö / 61.42176°N 15.16543°Ö
- Överjämnaren, sjö i Rättviks kommun och Dalarna 61°27′35″N 15°09′10″Ö / 61.45966°N 15.15283°Ö